# Harem

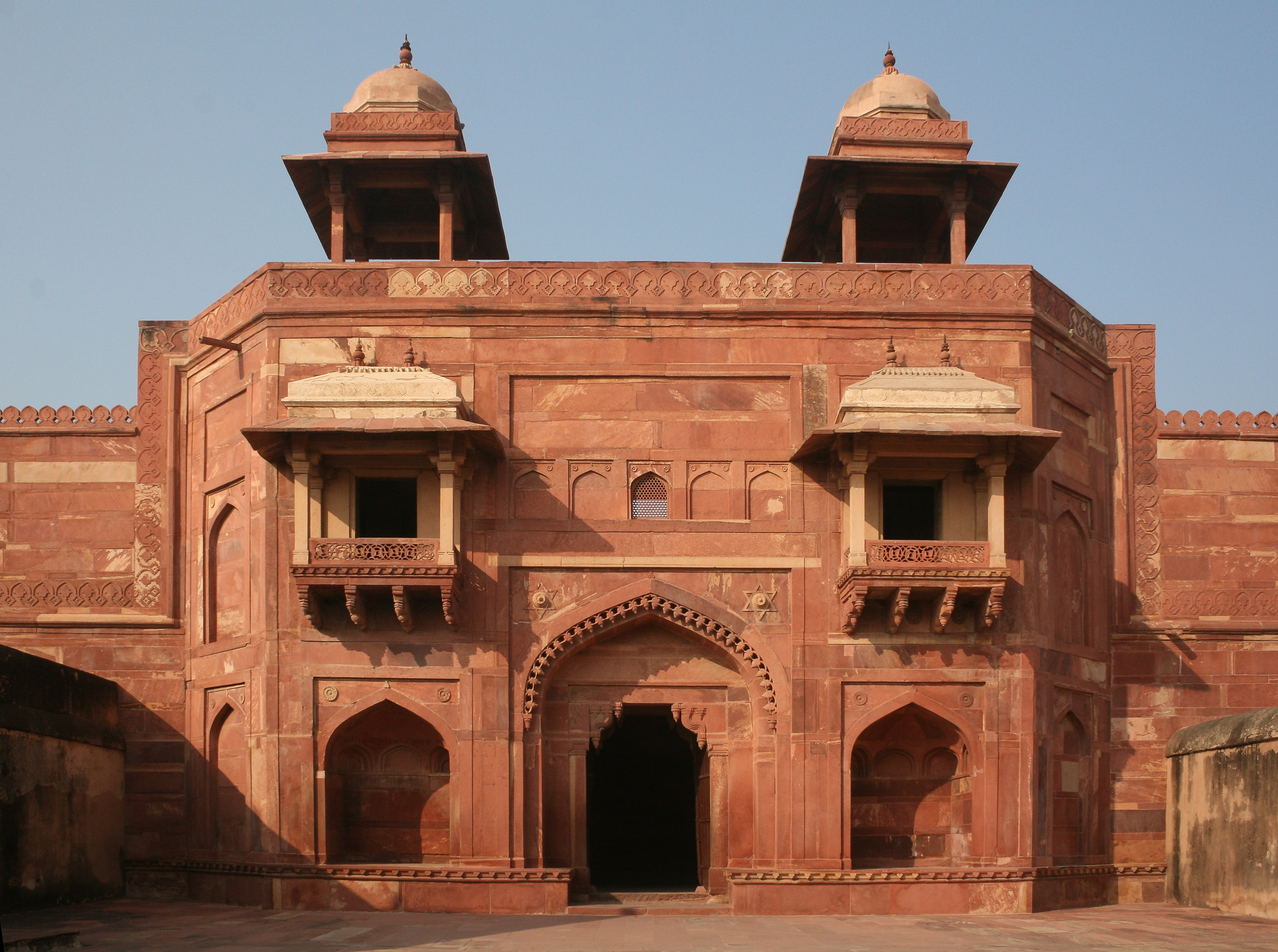
Haremstor im Mogul-Palast von Fatehpur Sikri (um 1570)

Der Ausdruck Harem (von harim / حريم / ḥarīm / ‚Heiliger, unverletzlicher Ort; Heiligtum; geheiligter Bereich; weibliche Familienmitglieder, Frauen, Ehefrau‘) bezeichnet einen abgeschlossenen und bewachten Wohnbereich eines Serails oder Hauses, in dem die Frauen, die weiblichen Angehörigen und die unmündigen Kinder eines muslimischen Familienoberhaupts leben (im Gegensatz zum Selamlık). Wie im Arabischen bestimmt die Ambivalenz des Begriffes auch seine Bedeutung im deutschen Sprachgebrauch. Er steht einerseits für den geschützten Bereich, andererseits für weibliche Bewohner des Bereichs.
Die Städte Mekka und Medina werden im Arabischen als Ḥaram (gemeinsam in der Dualform als al-ḥaramain) bezeichnet, ein Begriff, der vom selben Wortstamm wie ḥarām abgeleitet wird.

## Islam

### Osmanisches Reich
Im Bewusstsein und in der Vorstellung der Europäer sind der Harem als Ort und der Harem als Ansammlung von Frauen abhängig von den Phantasien und Mythen, die sich um den Harem der osmanischen Sultane ranken.

„Die Geschichtsschreibung der islamischen Länder schweigt über Frauen. Dies gilt insbesondere für ländliche Frauen und Frauen der Unterschichten. Aber auch die Hofchroniken enthalten kaum Auskünfte über das Leben der Haremsbewohnerinnen: Der Harem blieb als Wohnort, Erziehungsanstalt und sozialer Raum geheimnisvoll und unerforschlich.“

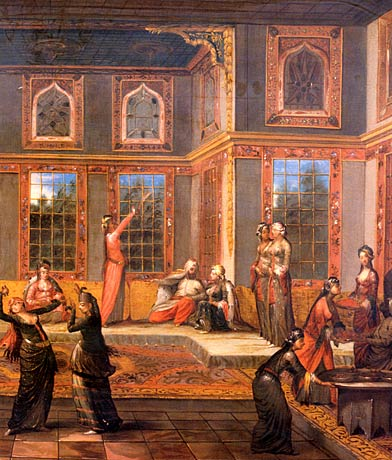
Fiktive Haremsszene mit Sultan von Jean-Baptiste van Mour (1671–1737), der 1699–1711 in Istanbul lebte

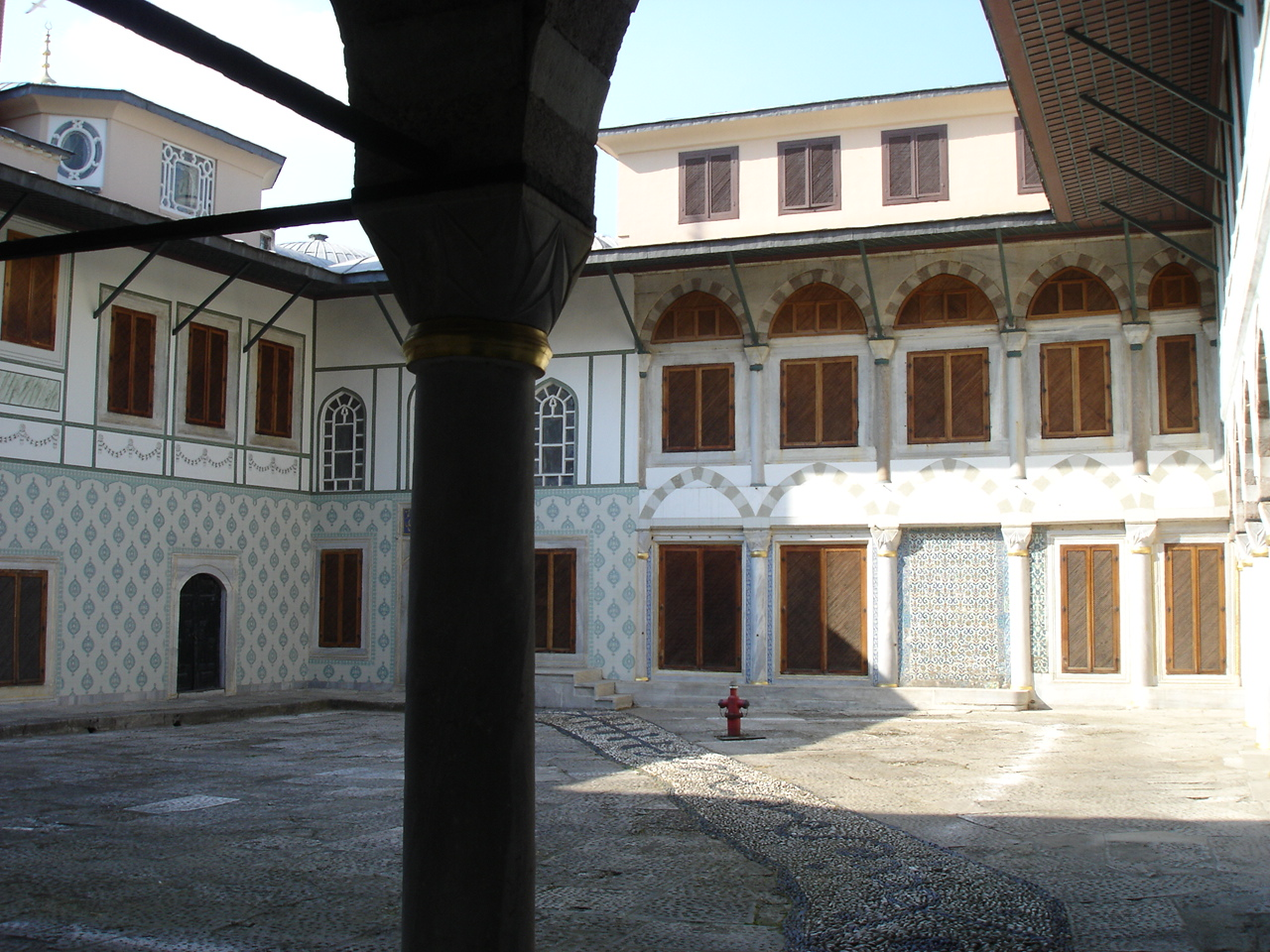
Räume der Sultansmutter (Valide Sultan) im Harem des Topkapı Sarayı in Istanbul

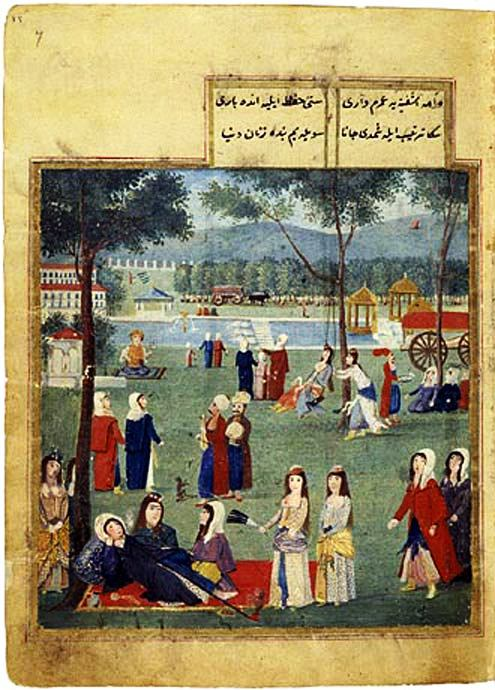
Haremsdamen bei sommerlichen Vergnügungen an den Süßen Wassern Europas, in den Palastgärten am Goldenen Horn, Miniatur aus Hubannâme ve Zenannâme von Fâzıl-i Enderunî, Illustration des späten 18. Jahrhunderts

Niederkunft im Harem, Miniatur aus Hubannâme ve Zenannâme von Fâzıl-i Enderunî, Illustration des späten 18. Jahrhunderts

Selbst Berichte und Gemälde europäischer Besucher Konstantinopels, die vor allem seit dem 16. Jahrhundert in großer Zahl entstanden und deren Urheber manchmal vorgaben, alles aus eigener Anschauung zu kennen, waren davon abhängig.
Die vermeintlichen Zustände wurden in der Folge mitsamt dem Namen „Harem“ auf Vergleichbares in anderen Kulturen und Regionen und zu anderen Zeiten übertragen, so zum Beispiel auf den „Harem“ der ägyptischen Pharaonen und der chinesischen Kaiser.
Die Sicht auf den Harem der osmanischen Sultane als Ort von Polygamie und Vielweiberei zeigt sich beispielsweise in einem Bericht des osmanischen Dolmetschers und Chronisten Osman Ağa aus Temeschwar (* um 1671; † nach 1725), der sich an die Vorschriften des Korans anlehnt.

„Bei uns fügen sich die Frauen gemäß unserem Glauben dem Gebote Allahs und dem Worte Seines Propheten. Wer es leisten kann, darf sich vier Ehefrauen nehmen und dazu soviele Kebsweiber halten, wie er eben vermag. Diesbezüglich haben unsere Frauen kein Wort der Widerrede zu verlieren.“

Ein Harem mit mehreren Ehefrauen oder Nebenfrauen war im Osmanischen Reich allerdings nicht allzu häufig anzutreffen. In den arabischen Provinzen gab es wahrscheinlich eine größere Verbreitung als in den europäischen und anatolischen. So hatten im 19. Jahrhundert in Nablus 16 % der muslimischen Männer mehr als eine Frau, in Damaskus waren es 12 %, in Istanbul hingegen nur 2 %. Der Harem des osmanischen Sultans (harem-i hümâyûn / حرم همايون) war der größte seiner Zeit. Im Topkapı-Palast gab es über 300 Räume, die für den Harem von manchmal mehr als 800 (anno 1633) Frauen bereitstanden. Doch war der Harem vom 16. bis ins 19. Jahrhundert nicht nur ein Ort des von Regeln bestimmten sexuellen Vergnügens für den Sultan, sondern mehr noch ein Ort der dynastischen Reproduktion und damit ein Ort der Familien- und somit der Reichspolitik.
Im Harem des Sultans herrschte eine strenge Hierarchie. An der Spitze stand die Sultans-Mutter (Valide Sultan), nach ihr folgten die Prinzessinnen osmanischen Geblüts (Sultana), dann kam die erste Hauptfrau (kadın / قادين / ‚Frau‘, plural kadınlar / قادينلر), die Mutter von Kindern des Sultans (nach der Geburt eines Sohnes wurde eine neue Kadın ausgewählt), danach die Favoritinnen (hasekî / خاصكی von persisch خاصگى, DMG ḫāṣṣagī), sodann die Ikbal und die Gözde (die der Sultan erblickt hat, und die des Sultans Taschentuch bekommen haben), die Haremsdienerinnen (auch odalık, „Odalisken“; von oda / اوطه / ‚Gemach, Zimmer‘), die Harems-Schülerinnen (Palastsklavinnen) und am Ende die Arbeitssklavinnen. Die Sultansmutter hatte großen Einfluss auf den Harem, da sie als ehemalige haseki am besten über die Gepflogenheiten Bescheid wusste. Sie suchte dem Sultan fast immer die neuen Ikbal für sein Schlafgemach aus. Auch versuchte sie, Monogamie zu verhindern, damit keine Frau zu viel Einfluss gewinnen konnte. Die nächstwichtige Person im Harem war der oberste der Schwarzen Eunuchen (Kızlar Ağası). Dieser kontrollierte die Arbeit aller anderen Eunuchen, deren Aufgabe darin bestand, die Frauen des Harems zu unterrichten und für deren Körperpflege zu sorgen, sowie Geldangelegenheiten des Harems zu regeln. Der Kızlar Ağası war auch das Bindeglied zwischen dem Harem und der Außenwelt.
Die aus dem Harem vom Sultan für sich ausgesuchten Bettgenossinnen nannte man Ikbal (ikbâl / اقبال- die nur eine Nacht mit dem Sultan verbrachten), diese wurden dann eventuell zu Kadinen; sie führten streng abgeschlossen im Serail ihren eigenen Hofstaat mit Eunuchen und Haremsdienerinnen. Alle Kinder des Sultans, ob von Haupt- oder Nebenfrauen, galten als legitim. Die Damen des Harems waren fast ausschließlich nicht-muslimischer Herkunft aus vielen Ländern, da es verboten war, Muslime zu versklaven. Die Harems-Schülerinnen wurden in vielen Fertigkeiten unterrichtet, so lernten sie türkisch lesen und schreiben, Näh- und Stickarbeiten, Tanzen, Singen und Musizieren. Sie wurden dann oft an Würdenträger verheiratet, so sie nicht im Sultans-Harem verblieben. Dort waren sie für den persönlichen Dienst bei den höherrangigen Damen oder sogar beim Sultan vorgesehen. In diesem Falle wurden sie gedikli / كدكلو / ‚die Auserwählten‘ genannt. Aus ihren Reihen wählte der Sultan (oder die valide sultan) seine neuen Ikbal. Unmittelbar der Sultansmutter unterstand die kahya kadın, die Oberaufseherin des Harems.
Üblicherweise lebten auch die ledigen Töchter des Sultans (sultana) im Harem. Für sie diente er ebenfalls zur Erziehung. Wenn eine osmanische Prinzessin an einen hohen Würdenträger verheiratet wurde, so hatte dieser eine sehr große Morgengabe zu entrichten, meist einen Palast am Bosporus-Ufer für seine neue Gattin. Eine eventuell bestehende Ehe oder einen vorhandenen polygamen Haushalt hatte er unverzüglich aufzulösen. Dieser Sultans-Schwiegersohn (Damad) stand dem Rang nach lebenslang unter seiner Gemahlin und lebte meist auch getrennt von ihr.
Im 16. und 17. Jahrhundert wurde der Harem ein bedeutendes Machtzentrum im Herrschaftsgefüge des osmanischen Reiches. Die Lieblingsfrauen, Mütter und Großmütter der Sultane wie Roxelane, Frau Süleymans I., oder Kösem Mahpeyker, Frau Ahmeds I., Mutter Murads IV. und İbrahims sowie Großmutter Mehmeds IV., übten entscheidenden Einfluss aus, weswegen man diese Zeit als kadınlar saltanatı (Weiberherrschaft) bezeichnete.
Nachdem am 24. April 1909 Truppen der Jungtürken den Harem des abgesetzten Sultans Abdülhamid II. gestürmt, den Obereunuchen an eine Laterne der Galatabrücke gehängt und die Sklavinnen und Eunuchen freigelassen hatten, wurden die Familien der Sklavinnen, soweit sie eruierbar waren, aufgefordert, ihre Töchter aus Konstantinopel abzuholen und heimzubringen (meist in den Kaukasus). Doch für viele ehemalige Haremsbewohnerinnen blieb nur der Ausweg, sich für Geld im Abendland bestaunen zu lassen. Bei einer Völkerschau in Wien vor dem Ersten Weltkrieg war eine solche Gruppe von Frauen und Eunuchen zu sehen.
Mustafa Kemal Atatürk, der Begründer der modernen Türkei, verbot für die Republik die Vielweiberei. Tunesien ist der zweite Staat in der islamischen Welt, in dem Polygynie ebenfalls gesetzlich verboten ist, in anderen islamischen Ländern ist sie erlaubt und wird auch praktiziert.

### Mogulreich
In der Blütezeit des Mogulreichs (1526–1707) im Norden Indiens war die Situation insgesamt vergleichbar. Alle vier großen Palastanlagen der Moguln in Delhi, Fatehpur Sikri, Lahore und Agra verfügten über baulich getrennte und durch separate Tore, hohe Mauern und jalis gegen Einflüsse und Blicke von außen abgeschottete Frauenbereiche (zenana) – eine Konstellation, die vielfach auch von den mogultreuen Rajputenfürsten übernommen wurde (z. B. im Amber-Fort bei Jaipur). Mit der aus einer persischen Familie stammenden Nur Jahan (1577–1645), der 20. Gemahlin Kaiser Jahangirs, erreichte eine Frau großen Einfluss auf die Politik; außerdem tat sie sich als Bauherrin hervor. Ihre Nichte Mumtaz Mahal (1593–1631) heiratete als dritte Ehefrau Prinz Khurram, den späteren Mogulherrscher Schah Jahan. Ihr politischer Einfluss war allerdings deutlich geringer; sie starb bei der Geburt ihres 14. Kindes. Ihr zu Ehren entstand das Taj Mahal.

### Der Harem als homosozialer Raum
Frauen wurden in traditionellen muslimischen Gesellschaft aus der Öffentlichkeit ausgeschlossen. Im inneren Bereich des Hauses, der für alle (fremden) Männer harām, also verboten war, übten sie aber zum Teil erheblichen, mitunter auch politischen Einfluss aus. Auch führte die Segregation nach Geschlecht dazu, dass spezifische Frauenberufe für zumeist Unterschichtsangehörige entstanden, die Dienstleistungen für die Frauen des Harems erbrachten, etwa als Hebamme, Händlerin oder Leichenwäscherin. Höfische Harems hatten teilweise auch weibliches Wachpersonal. Wie in allen homosozialen Räumen kam es immer wieder auch zu homosexuellem Verhalten unter den Bewohnerinnen.

## Andere Kulturen

### China
Im Kaiserreich China waren dem Harem (chinesisch 闺房 Guīfáng) vergleichbare Einrichtungen und Polygamie zwar ebenfalls allgemein üblich, hier blieb dies aber fast ausschließlich auf den Adel beschränkt. Die erste Erwähnung zur Zeit der Dynastie Chu (~ 800 v. Chr.) erfolgte im Zusammenhang mit Nachfolgekämpfen unter den Herrschersöhnen. Besonders der Daoismus förderte das Haremssystem durch die Behauptung, der häufige Verkehr mit verschiedenen, möglichst jüngeren Konkubinen stärke die Lebenskraft. Die Kaiserinwitwe Lü Zhi (191–180 v. Chr., Han-Dynastie) ließ deshalb nach dem Tod ihres Gatten mehrere Nebenfrauen und deren Söhne ermorden. Unter Kaiser Han Wudi (141–87 v. Chr.) erlangten die Eunuchen des Harems immer mehr Macht. Manche Haremsdamen und Kaiserwitwen beeinflussten das Reich sehr stark wie etwa Wu Zetian (625–705), die sich sogar zum einzigen weiblichen Kaiser (皇帝, huángdì, wörtlich Gottkaiser, statt 皇后, huánghòu, Kaiserin) von China erklären ließ, aber auch Konkubinen (z. B. Yang Guifei, ~ 750). Die letzte in dieser Reihe war Cixi (1835–1908), die als leibliche Mutter des einzigen Sohnes von Kaiser Xianfeng, Tongzhi, sich zur Kaiserinwitwe (皇太后, huángtàihòu) erklären ließ, nach Tongzhis Tod ihren fünfjährigen Neffen Guangxu adoptierte und auf ihrem Totenbett den zweijährigen Puyi zum letzten Kaiser von China bestimmte.
Der Harem der chinesischen Kaiser war im nordöstlichen Teil der Verbotenen Stadt gelegen und durfte nur von Frauen und Eunuchen und von Norden her betreten werden, allein die Kaiserin durfte bei ihrer Inthronisation mit dem Kaiser einmalig durch das Südtor in die Stadt einziehen, der Kaiser konnte von seinen Privatgemächern zum Harem gelangen, was aber nur ganz selten geschah, denn in aller Regel wurde die von ihm bzw. oft auch nach festgesetzten Regeln für ihn bestimmte Frau in sein Gemach geführt. Unter den Frauen herrschte eine streng hierarchische Ordnung. Zur Ming-Zeit haben sich folgende Ränge etabliert, die im Wesentlichen bis zum Ende der Qing-Dynastie 1912 bestehen blieben (die chinesischen Zeichen sind von links nach rechts geschrieben):
1. Eine Kaiserin (皇后, huánghòu, englisch: Empress), der zehn Dienerinnen zustanden
2. Eine Edle Kaiserliche Gemahlin (皇貴妃, huáng guìfēi, englisch: Imperial Noble Consort, dieser Titel einer stellvertretenden Kaiserin wurde nicht immer an eine der Kaiserlichen Gemahlinnen vergeben) mit acht Dienerinnen
3. Bis zu zwei Edle Gemahlinnen (貴妃, guì fēi, englisch: Noble Consorts) mit je acht Dienerinnen
4. Bis zu vier Gemahlinnen (妃, fēi, englisch: Consorts) mit je sechs Dienerinnen
5. Bis zu sechs Konkubinen (嬪, pín, englisch: (Imperial) Concubines) mit je sechs Dienerinnen, dazu weitere Konkubinen niederer Ränge ohne Begrenzung der Anzahl, nämlich
6. Edle Damen (貴人, guìrén, englisch: Noble Ladies) mit je höchstens vier Dienerinnen
7. Damen (常在, chángzài, wörtlich etwa: Gewöhnliche Existenzen, englisch: First Class Attendants) mit je höchstens drei Dienerinnen
8. Anwärterinnen (答應, dāyìng, englisch: Second Class Attendants) mit je höchstens zwei Dienerinnen[18][19]

Während in der deutschsprachigen Literatur hierzu bisher offenbar keine verbindlichen Bezeichnungen etabliert sind, haben sich die englischen in der westlichen Welt allgemein durchgesetzt. Den Frauen der ersten fünf Ränge standen eigene Paläste oder Palastteile zur Verfügung, die anderen, deren chinesische Bezeichnung sich interessanterweise auch auf Personen männlichen Geschlechts beziehen könnte, mussten sich in der Regel Räumlichkeiten miteinander teilen. Daneben gab es für Konkubinen häufig zusätzliche, namensähnliche Titel wie Frau aller Frauen (婕妤; jiéyú), Glänzende Schönheit (昭儀, zhāoyí), Glänzende Erscheinung (昭儀, zhāoróng) u. ä. Auch für die Frauen des Kronprinzen gab es mehrere Rangstufen, die höchste war die der Kronprinzessin (太子妃, tàizǐfēi). Die Zahl der kaiserlichen Frauen und Konkubinen variierte stark, die meisten hatte angeblich Kangxi (reg. 1661–1722) mit 79, während der vorletzte Kaiser Guangxu (reg. 1875–1908) nur insgesamt drei hatte, eine Kaiserin und zwei Gemahlinnen. Wenn ein Prinz den Drachenthron bestieg, konnte er bereits verstorbene Frauen und Konkubinen posthum in einen angemessenen Rang erheben. Die Kaiserin war von Rechts wegen die einzige Ehefrau des Kaisers und die Mutter aller seiner Kinder. Sie behielt ihren Titel bis zum Ende ihres Lebens bzw. bis zum Tod des Kaisers, alle anderen Frauen konnten im Rang auf- oder absteigen. Starb der Kaiser vor der Kaiserin, erhielt sie den Titel einer Kaiserinwitwe (皇太后, huángtàihòu), sehr selten auch noch eine der Nebenfrauen oder Konkubinen: Nach dem Tod von Xianfeng waren sowohl die vormalige Kaiserin Xiaozhenxian als auch die Konkubine Yi Kaiserinwitwen, die sich von da an Ci’an bzw. Cixi nannten. Die anderen Gemahlinnen wurden entsprechend ihres Ranges als Witwen (太; tài) bezeichnet. Die Witwen wie auch die Frauen, die selten oder sogar nie zum Kaiser gebeten wurden, litten häufig unter großer Langeweile, nicht selten war Selbstmord die Folge. Von Witwen wurde er sogar teilweise erwartet. So musste sich Xiaozheyi, die Witwe von Kaiser Tongzhi, angeblich auf Weisung ihres Vaters – oder Cixis? – zu Tode hungern.
Der Großteil der Frauen des kaiserlichen Harems der Qing-Zeit stammte aus Familien der Acht Banner, also aus Mandschu-Familien, gelegentlich kamen sie aber auch aus mongolischen oder selten Han-chinesischen Familien. Manchmal wurden auch Koreanerinnen und Angehörige von Turkvölkern in den Harem aufgenommen. Die Auswahl oder zumindest eine Vorauswahl der Gemahlinnen und Nebenfrauen erfolgte teilweise durch die Kaiserin für die Prinzen oder die Witwe des vorherigen Kaisers. Die Nebenfrauen wurden dabei aus einer Reihe gerade geschlechtsreif gewordener Mädchen gewählt, die von den Ältesten der Clans vorgeschlagen wurden. Die Chance, dass eine Clanangehörige auf diesem Weg zu einer einflussreichen Persönlichkeit des chinesischen Hofes werden würde, war nicht sehr hoch. Erreichte sie jedoch eine solche Position, stärkte das den Einfluss eines einzelnen Clans. Der Umgang des Kaisers mit seiner Kaiserin, seinen zwei Gemahlinnen oder Nebenfrauen sowie den übrigen Konkubinen unterlag einer Reihe traditioneller Regeln, die sicherstellen sollten, dass der Kaiser regelmäßig mit einer großen Anzahl der Haremsfrauen Geschlechtsverkehr hatte und einmal im Monat mit der Kaiserin verkehrte. Jede sexuelle Begegnung wurde in Listen notiert.

### Thailand
Auch die früheren Könige von Thailand unterhielten einen umfangreichen Harem, „innerer Palast“ oder „innere Stadt“ genannt, den kein Mann außer dem König betreten durfte. König Chulalongkorn (1853–1910) hatte insgesamt 152 Ehefrauen.

### Judentum
Die Bibel warnt die Juden im Dtn 17,17  zwar vor der Vielehe. Dennoch hatte König Salomo nach 1 Kön 11,3  einen Harem (hebräisch: Harmon, ארמון) mit siebenhundert Haupt- und dreihundert Nebenfrauen, unter denen sich nach 1 Kön 9,24  auch eine Pharaonentochter befand. Dass Salomo sie und andere heidnische Frauen besaß, führte zu Diskussionen mit der jüdischen Priesterschaft.

### Pharaonenreich
Auch die Pharaonen im Alten Ägypten hatten einen Harem. Aufgrund des religiös und dynastisch bedingten Inzests war die Königin, also die Hauptfrau, oft die eigene Schwester. Prinzessinnen eroberter oder zu Verbündeten gemachter Länder wurden als Friedenspfand in den Harem des Pharao gebracht. Wie Tempelinschriften in Karnak, Elephantine und Abu Simbel berichten, holte Ramses II. eine Tochter des Hethiterkönigs Ḫattušili III. deshalb zu sich. Auch die Mittani-Prinzessin Taduḫepa, die manchmal und wahrscheinlich fälschlicherweise mit Nofretete gleichgesetzt wird, kam auf diese Art nach Ägypten. Ein vermögender vornehmer Ägypter konnte sich ebenfalls einen Harem mit Sklavinnen halten.

## Rezeption

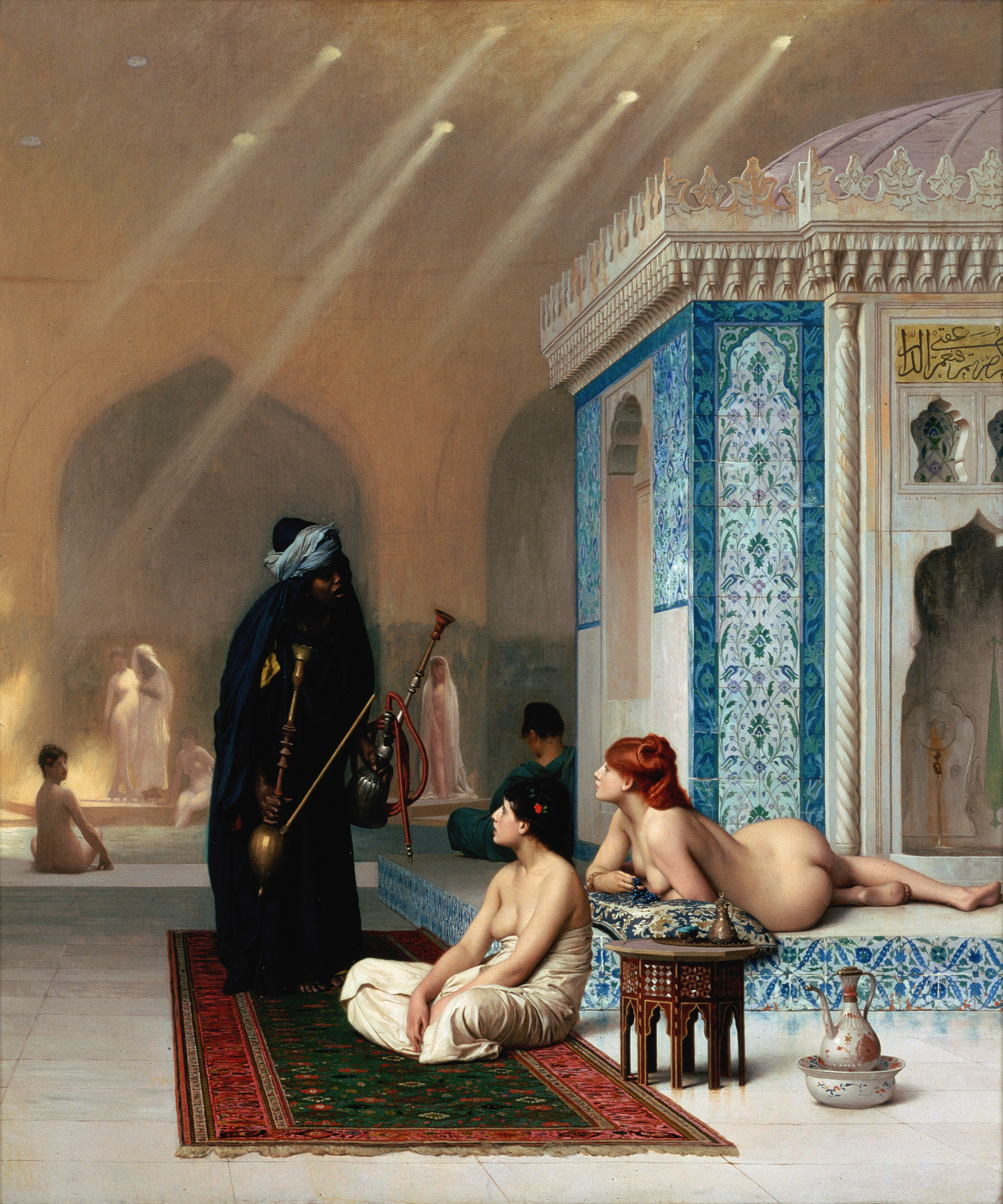
Jean-Léon Gérôme – Haremsbad (1876)

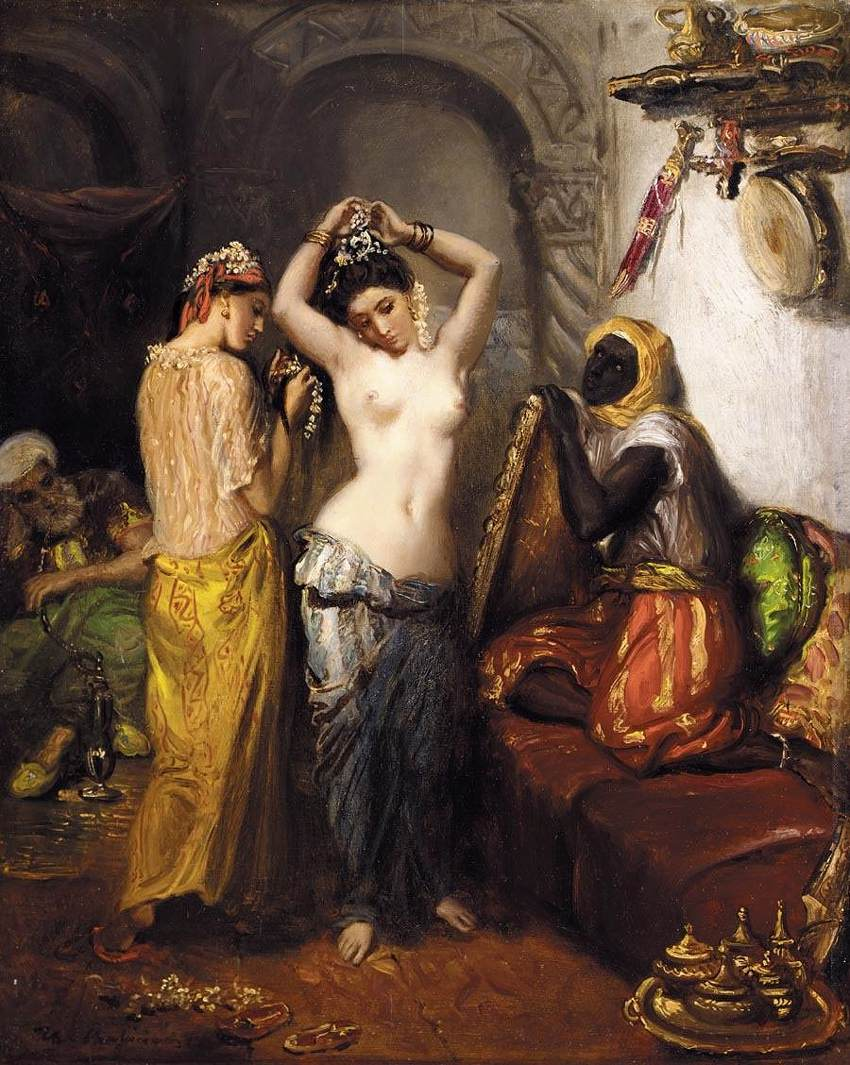
Théodore Chassériau – Harem (1851)

Die Institution der islamischen Polygynie (Vielweiberei, von griechisch „poly“: viel und „gyné“: Frau) und insbesondere des vor fremden Blicken geschützten Harems übte im christlichen Europa des 18. und 19. Jahrhunderts eine starke Faszination aus. In der Malerei des Orientalismus war die Darstellung von Haremszenen ein beliebtes Sujet. Jean-Auguste-Dominique Ingres (1780–1867) oder Jean-Léon Gérôme (1824–1904) malten beispielsweise erotisch gefärbte Fantasien, in denen der Harem von zumeist nackten Odalisken bewohnt war, die nur darauf warteten, ihrem Gebieter zu Willen zu sein.
Im Gegensatz dazu bieten osmanische Künstler wie Abdülcelil Çelebi Levni, Buharî oder Enderûnlu Fâzıl realistisch anmutende Haremsszenen, in denen die Bewohnerinnen in Alltagssituationen und bekleidet dargestellt sind.
Die misslungene Befreiung zweier in einen türkischen Harem verschleppten Europäerinnen und der Großmut des Haremsbesitzers stehen im Mittelpunkt von Mozarts Oper Die Entführung aus dem Serail.
Karl May lässt in dem Abenteuerroman Durch die Wüste, der in einer frühen Fassung den Titel Durch Wüste und Harem trug, seinen Helden Kara Ben Nemsi eine schöne Montenegrinerin aus der Sklaverei eines Harems befreien. Mehrere seiner Romanfiguren äußern schärfste Kritik an der Institution Harem. So bezeichnet Zykyma diesen als „Hölle“, als „elendeste Knechtschaft“ und als „entsetzlichste Tiefe der Verdammniß“; Hadschi Halef Omars Ehefrau Hanneh nennt die „ganz armselige Haremswirtschaft“ eine „große und ganz unverzeihliche Beleidigung aller Frauen“. Diese Berichte und Zeugnisse „aus dem Innern“, das heißt von betroffenen Frauen, seien es Christinnen oder Musliminnen, sind typisch für Karl May. Seine Strategie, damit von vornherein Kritik an seinen Darstellungen des Harems und insgesamt des Islams abzuwehren, wurde im deutschsprachigen Schrifttum weitläufig übernommen, so beispielsweise durch Peter Scholl-Latour.